# Michel Cullerier
Michel Cullerier, né  à Angers le 8 juin 1758 et mort à Paris le 3 janvier 1827, est un médecin et chirurgien français.

## Biographie
Né de parents peu aisés, il passe, sous l’influence de son frère ecclésiastique, du collège de Château-Gontier au séminaire d’Angers. Mais élève très doué pour les études et pris d’un vif intérêt pour la médecine, il entrevoit bientôt un autre avenir. Il est accepté à Nantes où il apprend les premiers rudiments, puis arrive à Paris dès 1783 pour étudier  la chirurgie qui le passionne, auprès de maîtres tels Desault, Sabatier et  surtout Pelletan auquel il sera très attaché. Il mène alors une existence laborieuse, partagé entre ses études et des cours de répétition aux élèves. Après l’obtention de son diplôme, il envisageait de revenir vers les siens quand de brillants succès lors de concours pour les prix de l’école pratique et du collège de chirurgie l’incitent à rester dans la capitale. Un dernier concours lui gagne un titre de maîtrise de chirurgie et, en 1787 il est nommé à Bicêtre, en qualité de chirurgien principal de l’Hôpital-général. 
À la veille de la Révolution, le château de Bicêtre est un ensemble de bâtiments qui se partage entre une prison, où on retient le rebut de la société, un asile où on enchaîne les fous, un hospice qui entasse toute la misère humaine et une infirmerie qu’on appelle pudiquement l’ « hôpital spécial », vers lequel, en 1690, furent d’abord transférées les femmes atteintes de maladies vénériennes qui  encombraient l’hôpital de la Salpétrière. On y envoya régulièrement celles dont la santé était alarmante et qu’on ne pouvait plus garder en prison. Cette infirmerie, appelée « salle de la Miséricorde », avait ensuite continué à recevoir sans distinction de condition tous les malades de ce type ou plutôt tous les « pestiférés »  car on faisait depuis toujours l’amalgame de toutes ces sortes d’affections réputées honteuses. 
Cette sorte de cloaque sans le moindre entretien sanitaire depuis un siècle allait encourager Cullerier qui y vit « un vaste champ d’observations » et une occasion de secourir une population délaissée et méprisée.  Dans un premier  mémoire qui fut publié, le chirurgien fit  l’inventaire effrayant de l’infirmerie et donna l’état précis du désastre. Il multipliera vainement les mémoires pour alerter sur la situation, jusqu’à la nomination de M. Desyeux  comme administrateur, en qui il va trouver quelqu’un capable de comprendre ses projets. L’établissement est nettoyé, assaini et agrandi. Malgré tous ces efforts, l’hôpital est vétuste et difficile à entretenir ; et à la suite de la visite d’une commission de l’Assemblée constituante, il est décrété que le couvent des Capucins, sis dans la rue du Faubourg-Saint-Jacques (près de l’actuel hôpital Cochin) et qui vient d’être réquisitionné, sera le nouvel établissement réservé aux malades vénériens. Cullerier prend la direction, le 12 mars 1792, de ce bâtiment enfin fonctionnel et qui sera connu comme l’Hôpital du Midi, ou Hôpital des Vénériens. Il y exercera pendant trente-quatre ans.
Le chirurgien va soigner sans discrimination, avec objectivité, dévouement et humanité ces personnes déshéritées. Avant lui, ces atteintes corporelles sont le résultat d’un juste châtiment du vice et les victimes sont brutalisées. Plus spécialement, il va considérer enfin tous ces affections comme une  véritable pathologie. Il replace chacune dans son cadre nosologique par une analyse minutieuse des symptômes. Il rationalise la médication et affine la thérapeutique qui, avant lui, côtoyaient trop souvent le charlatanisme et « ressemblaient à un supplice ». Il a étudié les mécanismes de l’évolution et de la transmission de ces maladies contagieuses ; notamment la transmission de la mère au nourrisson qu’il traitait simultanément. Ses investigations vont du bubon aux ramifications cervicales. Il manie aussi bien le trépan que le scalpel. C’est d’ailleurs en incisant un bubon d’où sort un jet purulent qu’il perdra la vision d’un œil. Non seulement Cullerier va soigner davantage de patients mais il divise leur  mortalité par dix. Son travail est tellement à contre-courant qu’il doit affronter des ennemis qui contestent ses méthodes et le dénoncent au Conseil des hôpitaux. La tourmente de 1815 qui avait mis fin aux polémiques, avait, par ailleurs, amené par les armées étrangères qui envahirent le sol national, la recrudescence et la propagation de la syphilis. Heureusement, le travail intense de Cullerier avait déjà changé le regard sur ces maladies. 
Ses contributions au Dictionnaire des Sciences médicales lui valurent d’entrer à l’Académie royale de Médecine, dans la section de la chirurgie dont il fut le président. Hormis des mémoires, il n’eut pas le loisir d’écrire d’ouvrages « ex professo » sur ses travaux, ayant toujours préféré l’enseignement clinique et ouvrir son hôpital aux élèves et auditeurs. Il fut le pionnier dans sa spécialité et la croisade qu’il mena pour humaniser le traitement des malades vénériens est semblable à celle que mena  à la même époque Pinel pour le traitement des fous.  C’est à son neveu François qui épousa une de ses filles et lui succéda, qu’il devait appartenir de poursuivre son œuvre et de publier les sommes les plus importantes sur les maladies syphilitiques.
Michel Cullerier qui fut honoré et estimé de son vivant a été, comme son homologue aliéniste, bien oublié par la postérité. À peine si on le mentionne au cours d’un des épisodes les plus curieux de la Révolution : c’est lui, en effet, qui supervisa avec son ami chirurgien Louis les premiers essais de la guillotine qui eurent lieu à Bicêtre, le 17 avril 1792, sur des cadavres qu’il avait fournis.
Atteint d’un cancer de l’estomac, il meurt à l’âge de soixante-neuf ans. Il est inhumé au cimetière du Père-Lachaise (39e division).